# Río Sauce Chico

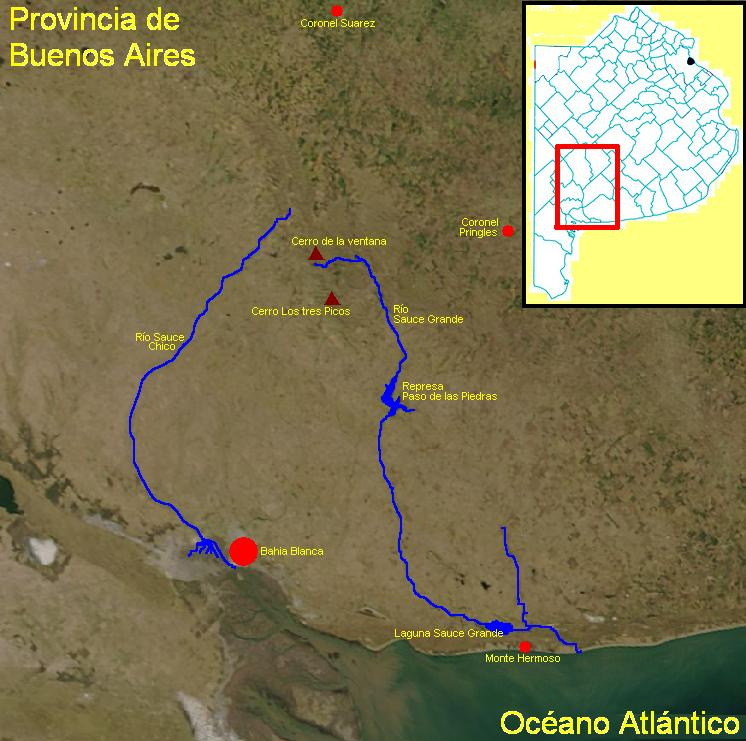
Mapa del recorrido del río Sauce Grande y del río Sauce Chico hasta su desembocadura en el Océano Atlántico.

El río Sauce Chico desarrolla una cuenca en forma alargada, nace en el Cerro Luisa a 825 metros sobre el nivel del mar, en el sistema serrano de Ventania, Sierra de la Ventana, en el suroeste de la provincia de Buenos Aires y desemboca en cercanías de la ciudad de General Daniel Cerri. Su curso central es de 140 km de longitud y la cuenca abarca una superficie de 1588 km².

## Descripción

### Cuenca
Tres cursos principales conforman su cuenca en la zona alta, los arroyos Chaco, Barril y Ventana y recorre un amplio valle muy aterrazado sin recibir ningún tributario permanente. Dos corrientes intermitentes se le unen por la margen izquierda, una en la cuenca media y la más importante, el arroyo Saladillo de Lázaga en la cuenca baja. 
El río Sauce Chico es parte del límite de los partidos de Coronel Suárez y de Coronel Pringles y de los partidos de Bahía Blanca y Villarino; en la cuenca baja nuclea a productores del paraje “Sauce Chico” y “Villarino Viejo”, y en el sector de “La Horqueta” divide el cauce dando así el nacimiento al arroyo “Cuatreros”. El mismo riega las quintas del sector de “Villa Olga”  y a las más próximas a la ciudad de General Daniel Cerri, para luego finalizar su curso en proximidad del Puerto Cuatreros.
Año tras año se hace sentir de manera pronunciada el déficit hídrico, y especialmente en el verano, afectando no solo a la producción hortícola sino también a la agrícola y ganadera. 
El río Sauce Chico y el arroyo Napostá Grande son los únicos cauces permanentes que vierten sus aguas en el estuario de Bahía Blanca.